# Scathophaga cordylurina
Scathophaga cordylurina är en tvåvingeart som först beskrevs av Holmgren 1883.  Scathophaga cordylurina ingår i släktet Scathophaga och familjen kolvflugor. Inga underarter finns listade i Catalogue of Life.